# 루트로닉
주식회사 루트로닉(영어: Lutronic)은 경기도 고양시에 본사를 둔 의료기기 제조업체이다.

## 역사 및 현황
1997년 7월 8일에 설립되어 2006년 7월 4일에 코스닥 시장에 상장하였다. 그러나 2023년 6월 9일 한앤컴퍼니에 인수되었고 동년 10월 27일부로 상장폐지 되었다.